# Bordel - Noites Proibidas
Bordel - Noites Proibidas é um filme erótico brasileiro de 1979, dirigido por Osvaldo de Oliveira   Música de Caçulinha e seu conjunto .

## Sinopse
André é um homossexual chefão do crime organizado, banqueiro de jogo do bicho e dono de um cassino clandestino, que mantém como fachada um bordel, com a ajuda do braço-direito Lobão. Seu concorrente nos negócios ilegais é Fiore, que tenta assumir com violência os pontos de jogatina de André. Enquanto isso, o ex-presidiário Sarja começa a trabalhar como garçom de André e planeja aplicar um golpe no patrão, mas a prostituta amiga Margot o avisa do perigo que corre.

## Elenco
- Mário Benvenutti...André
- Rossana Ghessa...Margot
- Rui Leal...Fiore
- Fátima Leite...Hortência
- Fábio Vilalonga...Sarja
- Alvamar Tadei...Dana (creditada como "Alvamar")
- Jack Militello...Lobão
- Donovan Felipe...Mingau
- Américo Taricano...Dr. Rubens